# 55.ª Brigada de Artillería (Ucrania)

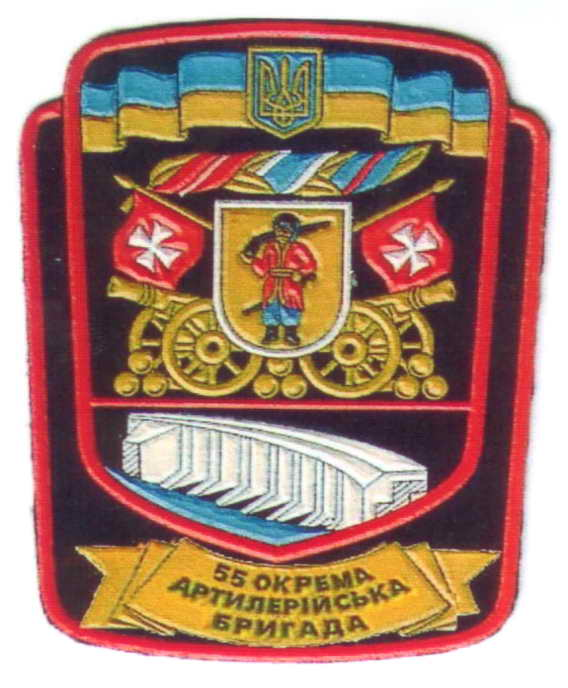
Heráldica militar de la brigada.

La 55.ª Brigada de Artillería es una unidad militar de artillería de las Fuerzas Terrestres de Ucrania, con base en Zaporiyia. Es una de las unidades de artillería más antiguas de Ucrania. En 2018, la brigada recibió el título honorífico de Sich de Zaporiyia. La brigada opera un escuadrón (6 baterías de 3 unidades cada una) de obuses autopropulsados Caesar  regalados por Francia durante la Invasión rusa de Ucrania de 2022.

## Estructura actual
A partir de 2017 la estructura de la brigada es la siguiente:
- 55 Brigada de Artillería, Zaporiyia
  - Cuartel General y Batería del Cuartel General
  - 1er Batallón de Artillería de Obús (2A65 Msta-B)
  - 2.º Batallón de Artillería de Obús (2A65 Msta-B)
  - 3er Batallón de Artillería de Obús (2A65 Msta-B)
  - 4º Batallón de Artillería Antitanque (MT-12 Rapira)
  - Batallón de Reconocimiento de Artillería
  - Compañía de Ingenieros
  - Compañía de Mantenimiento
  - Compañía  de Logística
  - Pelotón de Defensa Nuclear, Radiológica, Biológica y Química

## Comandantes
- Coronel Roman Kachur- Marzo de 2018 – presente[3]